# Premuda (wieś)
Premuda – wieś w Chorwacji, w żupanii zadarskiej, w mieście Zadar. W 2011 roku liczyła 64 mieszkańców.